# Acide malvalique
L'acide malvalique est un acide gras insaturé cyclopropénique présent naturellement dans les huiles extraites de graines d'Hibiscus syriacus (16 %), du baobab africain (1 à 7 %) et du tilleul à grandes feuilles (2,4 %), ainsi que dans l'huile de coton (0,58 à 1,17 %), où sa consommation par des animaux (dont les Humains) peut avoir des effets nocifs, vraisemblablement en raison de la réactivité in vivo du cycle cyclopropénique.
Sa biosynthèse se fait à partir de l'acide oléique.